# P–39 Airacobra
A P–39 Airacobra az amerikai Bell repülőgépgyár második világháborús vadászrepülőgépe volt. A szövetséges légierő kötelékében egyaránt bevetették az észak-afrikai, távol-keleti és keleti frontokon is.

## Jellemzői
A repülőgép megalkotója Benjamin Kelsey repülő főhadnagy volt, aki még 1937 februárjában látott hozza a gép tervezésének. Célja egy olyan repülőgép megalkotása volt, amely a kor vadászrepülőgépeihez képest nagyobb fegyverarzenállal rendelkezik, ugyanakkor ez ne menjen a fordulékonyság rovására.
A végeredmény egy egymotoros, alsószárnyas, tricikli elrendezésű futóművel felszerelt repülőgép lett. Kelsey a motort az orr helyett a pilótafülke mögé helyezte, amelynek köszönhetően az közelebb került a gép súlypontjához, így javult a gép fordulékonysága, ugyanakkor szabadon maradt a hely az orrban a géppuskáknak és a futómű orrkerekének.

## Típusváltozatok
Prototípusok és kísérleti változatok
- XP–39
- XP–39B
- YP–39
- YP–39A

P–39C (Airacobra I)
P–39D
XP–39E
P–39F
P–39G
P–39J
P–39K
P–39L
P–39M
P–39N
P–39Q
RP–39Q

## Megrendelő és üzemeltető országok
- Amerikai Egyesült Államok
- Egyesült Királyság
- Szovjetunió
- Franciaország
- Ausztrália
- Olasz Királyság
- Portugália

## Harci alkalmazása
A gép prototípusa először 1938. április 6-án szállt fel, majd mivel jó teljesített, megkezdődött a sorozatgyártás, 1941-től pedig hadrendbe állították. A megépült 9588 darabból 5134-et a Szovjetuniónak szállítottak a kölcsönbérleti törvény alapján. A szovjet pilóták kitűnően alkalmazták a kis és közepes magasságon vívott légi harcokhoz, nagy magasságon viszont a gép gyenge teljesítményt nyújtott. Előnye volt viszont még, hogy a beépített 37-mm-es gépágyúval és a szárny alá felszerelhető bombával a német nehézharckocsikat is sikerrel támadhatta. A szovjet légierő egyik ásza, Pokriskin is ezzel a típussal érte el légi győzelmei nagy részét.
A gép a brit, amerikai, ausztrál és szabad francia légierő kötelékében bevetésre került az észak-afrikai hadjárat és a távol-keleti csatározások során is. 1944-ben, miután Olaszországban Pietro Badoglio átvette a hatalmat, az Olasz Királyi Légierőt is felszerelték vele. Ettől az évtől azonban megkezdték a típus fokozatos kivonását a hadrendből, hatékonyabb vadászgépekkel helyettesítve, mint a P–47 Thunderbolt, vagy a P–51 Mustang. A háború után már csak Portugália és Olaszország használta a P–39-est, de 1951-re megtörtént az utolsó példányok kivonása is.

## Műszaki adatok (P–39Q)

### Geometriai méretek és tömegadatok
- Hossz: 9,2 m
- Fesztávolság: 10,4 m
- Magasság: 3,8 m
- Szárnyfelület: 19,8 m²
- Üres tömeg: 2955 kg
- Normál felszálló tömeg: 3433 kg
- Maximális felszálló tömeg: 3800 kg

### Motorok
- Motorok száma: 1 darab
- Típusa: Allison V–1710–85 vízhűtéses V–12 motor
- Maximális teljesítménye: 894 kW (1200 LE)

### Repülési adatok
- Legnagyobb sebesség: 626 km/h
- Hatótávolság: 840 km
- Szolgálati csúcsmagasság: 10 700 m
- Emelkedőképesség: 19,3 m/s
- Szárnyfelületi terhelés: 169 kg/m²
- Teljesítmény/tömegarány: 270 W/kg

### Fegyverzet
- 1 darab 37 mm-es M4 gépágyú az orrba építve, lőszer javadalmazása 30 darab HE–T lövedék
- 2 darab 12,7 mm-es M2 Browning géppuska az orrba építve, fegyverenként 200 darab lőszerrel
- 2 darab 12,7 mm-es M2 Browning géppuska a szárnyakon, szárnyanként egy-egy, fegyverenként 300 darab lőszerrel
- maximum 230 kilogrammnyi bombateher a szárnyak és a géptörzs alá függesztve.